# LogAbax
LogAbax est un constructeur informatique français. Fondée en 1942, l'entreprise fait partie des pionniers et plus importants constructeurs informatiques nationaux des années 1940-1970. À la suite de mauvais résultats financiers survenus au tout début des années 1980, l'entreprise est contrainte de déposer son bilan et la majorité de ses actions est rachetée par son concurrent italien Olivetti en 1981.

## Origine du nom
Le nom LogAbax est composé de deux abréviations : Log venant de logarithme et Abax venant de abaque (boulier romain). LogAbax est le nom d'un compteur rectiligne algébrique conçu par Francisco Campos (1885-1955).

## Historique de la société
- 1942 : création de « La Société Française des Brevets LogAbax ». Afin de fabriquer sa machine, Francisco Campos (1885-1955) s'associe avec Georges Outhier. De cette association naissent deux sociétés, la Société Française de Matériel de Bureau dirigée par M. Outhier et la Société Française des Brevets LogAbax, dirigée par Francisco Campos et située au 16 Rue de l'Arcade, Paris 8e.
- 1947 : la société LogAbax emploie une vingtaine de personnes et une usine est créée à Malakoff, rue Guy-Mocquet. L'entreprise obtient du CNRS un contrat pour la construction de la « machine de Couffignal », censée devenir la première « machine électronique de calcul » française[4]. Le projet est abandonné en 1953.
- 1948 : fabrication des machines comptables LogAbax par la société Bariquand et Marre.
- 1948-1950 : LogAbax étudie un compteur électronique avec MM. Campos, Engel et Couffignal dans le dessein de construire un calculateur électronique[5].
- 1968 : LogAbax et Bariquand et Marre fusionnent et prennent le nom de LogAbax SA.
- 1978 : présentation du LX 500, un ordinateur personnel basé sur le microprocesseur Z80 et faisant tourner le système d'exploitation CP/M[6].
- 1981 : à la suite du dépôt de bilan de LogAbax, Olivetti devient actionnaire majoritaire et donne à la nouvelle entité juridique le nom de Société Nouvelle LogAbax[7].
- 1985 : présentation du compatible PC Persona 1600, avec un CPU Intel 8086[7].
- 1988 : Olivetti France et la Société Nouvelle LogAbax fusionnent et deviennent Olivetti-LogAbax.